# 제멜리
제멜리(이탈리아어: gemelli, 단수: gemello 제멜로[*])는 이탈리아의 파스타이다. 이탈리아어로는 쌍둥이를 의미한다.
제멜리는 말 그대로 두 파스타 면이 엉켜 있는 게 아니고 한 가락이 S자로 되어 있어 반대로 다시 꽈배기 모양처럼 돌려 말은 것이다.
제멜리는 유니콘의 뿔이라고 부리기도 한다.